# 曝露後予防
曝露後予防（ばくろごよぼう、英：post exposure prophylaxis,PEP）とは、病曝露後発病予防とも呼ばれ感染症の病原体が体内に進入した可能性が生じた後に行われる、治療薬やワクチン投与による発症を防ぐ治療行為のこと。ヒト免疫不全ウイルス、B型肝炎ウイルス、狂犬病ウイルス、C型肝炎ウイルス等で行われる。

## ヒト免疫不全ウイルス
針刺しや性交渉といったヒト免疫不全ウイルス(HIV)の潜在的感染が考えられる行為の後に、HIV感染の可能性を減らすために行う、短期間の抗レトロウイルス治療である。
HIVに感染したかもしれない行為の後でも、72時間以内に抗HIV薬の内服を開始して、内服治療を28日間続ければ感染リスクが低減することが分かっており、この予防策のことを曝露後予防「PEP」と呼ぶ。WHOの調査報告によると、「曝露直後に内服開始をした場合、PEPはHIV感染のリスクを80%以上低減することができる」となっており、72時間以内から行うのが理想的とされている。このことから、曝露後は速やかに予防処置を受けるのが最善と思われる。
曝露後予防は、医療従事者がHIV陽性の疑いがある患者に行う針刺しなどの治療行為をした際の「職業的曝露後予防（oPEP）」と、いわゆる性交渉・注射薬物使用などでHIVに曝露した可能性がある際の「非職業的曝露後予防（nPEP）」の2つに分けられる。当然ではあるが、相手側がHIV陰性だと判明している場合や、事前段階ですでに自分がHIV陽性である場合は、曝露後予防の対象とならない。
近年は針刺し事故後の対応マニュアル化が進んだこともあり、アメリカでもイギリスでも2000年以降、職業的曝露によるHIV感染の事例は1件も報告されていない。職業的理由からのoPEPに関しては、高い精度でHIV感染を予防できていると言える。
非職業的なnPEPに関して、性交渉後の曝露後予防を目的とした抗HIV薬内服は、日本では「未承認」となっている。
曝露後予防で使用される抗ウイルス薬は、嘔気などの副作用を起こすことがある。ただし副作用の多くは軽度であり、制吐剤などで軽減可能である。なお、曝露者に特別な背景（妊娠、B型肝炎、腎障害など）がある場合は、内服用の抗ウイルス薬を注意して選択する必要もある。

### 課題
日本では現在、曝露後予防は公的保険適用外の自由診療扱い（10割自己負担）となっており、費用は28日間の曝露後予防で30万円前後とされている。10割負担であるがゆえに金銭的な負担は大きい。ただし、職業的理由のoPEPについては、職場である医療機関が労災として負担し、自己負担なしで受けられるケースもある。非職業的なnPEPに関しては、全額自費となる。
曝露後予防は、内服開始時に肝腎機能（B型肝炎、C型肝炎の感染有無）も調べる必要があり、nPEPに関してはHIV以外の性病検査も推奨されるため、対応できる医療機関が限られているという問題もある。